# Vĩnh Hậu A
Vĩnh Hậu A là một xã thuộc huyện Hòa Bình, tỉnh Bạc Liêu, Việt Nam.

## Địa lý
Xã Vĩnh Hậu A nằm ở phía đông nam huyện Hòa Bình, có vị trí địa lý:
- Phía đông giáp thành phố Bạc Liêu
- Phía tây giáp xã Vĩnh Hậu
- Phía nam giáp Biển Đông
- Phía bắc giáp huyện Vĩnh Lợi.

Xã Vĩnh Hậu A có diện tích 64,25 km², dân số năm 2022 là 9.763 người, mật độ dân số đạt 151 người/km².

## Hành chính
Xã Vĩnh Hậu A được chia thành 6 ấp: 12, 15, 16, 17, Cây Gừa, Giồng Tra.

## Lịch sử
Ngày 24 tháng 12 năm 2003, Chính phủ ban hành Nghị định số 166/2003/NĐ-CP về việc thành lập xã Vĩnh Hậu A thuộc huyện Vĩnh Lợi trên cơ sở 5.150 ha diện tích tự nhiên và 7.416 nhân khẩu của xã Vĩnh Hậu.
Ngày 26 tháng 7 năm 2005, Chính phủ ban hành Nghị định số 96/2005/NĐ-CP về việc chuyển xã Vĩnh Hậu A thuộc huyện Vĩnh Lợi về huyện Hòa Bình mới thành lập quản lý.

## Kinh tế
- Dự án Nhà máy điện gió Hòa Bình 1 và Hòa Bình 2 đã hoàn thành và đưa vào sử dụng.
- Trên địa bàn xã hiện đang chuẩn bị triển khai Dự án điện khí LNG Bạc Liêu.[5]

## Giao thông
Vĩnh Hậu A là một xã thuộc vùng ven biển, có 2 trục lộ giao thông quan trọng nối liền phường Nhà Mát (thành phố Bạc Liêu) với thị trấn Gành Hào (huyện Đông Hải) và ấp Giồng Nhãn với ấp Gò Cát. Ngoài ra còn có nhiều tuyến đường sang các xã lân cận.